# ヒッチン・ア・ライド
「ヒッチン・ア・ライド」（Hitchin' a Ride）は、アメリカのロックバンド、グリーン・デイの楽曲。作詞はビリー・ジョー・アームストロング、作曲はグリーン・デイ。バンドの5枚目のアルバム『ニムロッド』に収録。シングルカットされ、アメリカのモダン・ロック・トラックスチャートで5位を記録している。

## 概要
ミュートしているパートもあるビリーのエレキギターのサウンドや、トレ・クールによるドラム、マイク・ダーントによるベースによりバンドサウンドのアレンジがされている。バンドのコンピレーション・アルバム『インターナショナル・スーパーヒッツ!』にも収録されている。
また、この曲にはミュージック・ビデオが作成されており、DVD『インターナショナル・スーパーヒッツ・ビデオ!』で視聴できる。
バンドのライヴでも演奏されている。ライヴ演奏は、ライブ・アルバム『ブレット・イン・ア・バイブル』に2005年のものが収録されており、DVDではバンドが曲を演奏する模様や、観客と掛け合う模様などを見ることができる。